# Halocynthia roretzi
Halocynthia roretzi (ook wel zeeananas genoemd) is een zakpijpensoort uit de familie van de Pyuridae. De wetenschappelijke naam van de soort is voor het eerst geldig gepubliceerd in 1884 door Richard von Drasche-Wartinberg.